# نوكيا C2-03

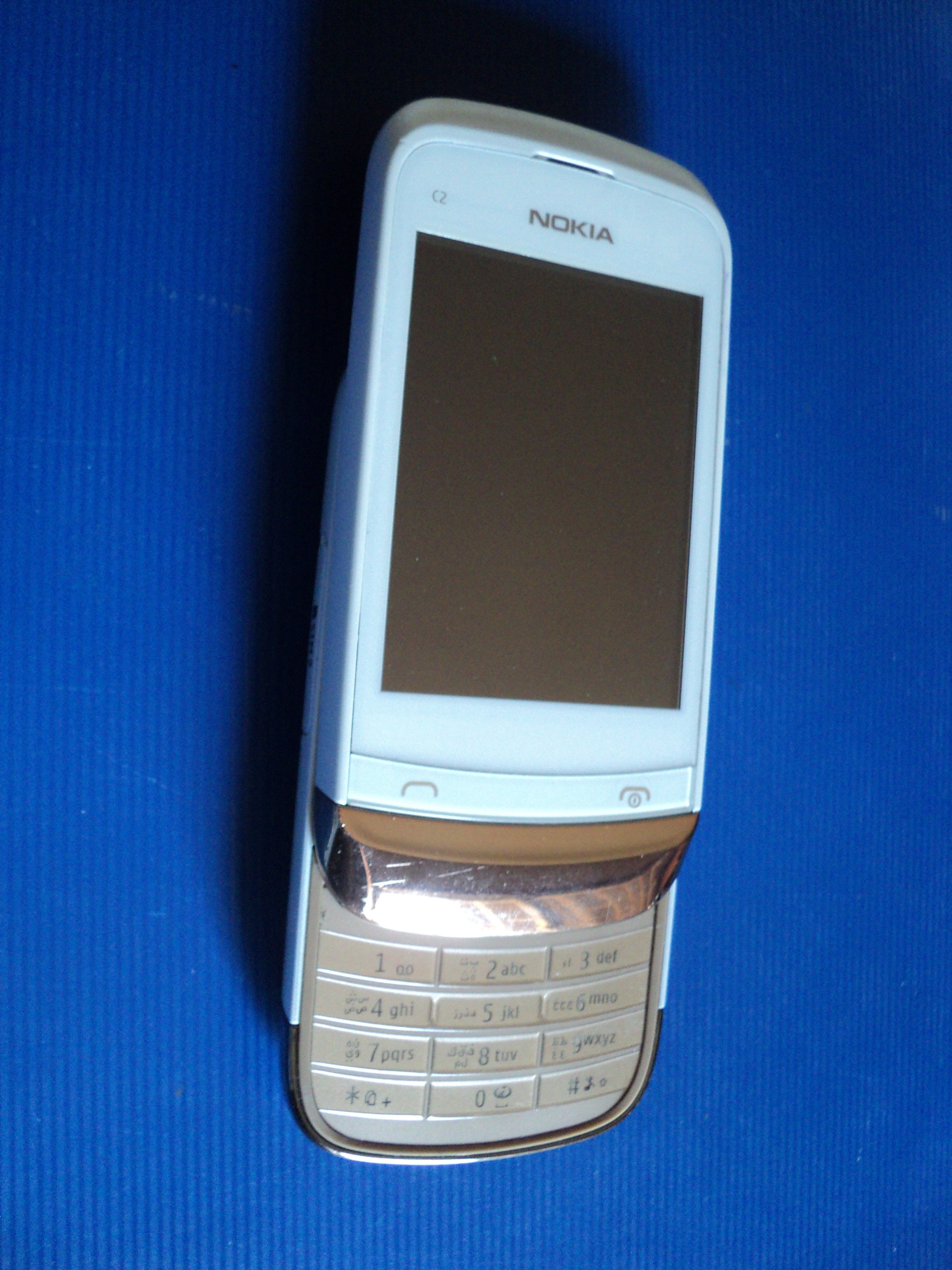
نوكيا C2-03

نوكيا c2-03 هو هاتف محمول بشريحتين تم اصدرمنة ويتميز بوجود شريحتين ومن مميزاتة بوجود نظام touch and نوع ممايسهل من التحكم به وجود Nokia Maps ميسهل التعرف علي موقعك ويتميز بشاشة حجم الشاشة 240 × 320 بكسل – 2.6 بوصه تعمل باللمس – 56 الف لون والسماعة والنغمات MP3, WAV مع وجود Vibration التحدث عن بعد مدمج به سماعة للتحدث الحر الأيدي الحر فتحة لتركيب سماعات رأس بقطر 3.5 مم
من التعديلات المطلوبة على هذا الجهاز هي كلاتي
1-توضيح رسم بسيط على مكان الشريحة الثانية كي يتم ادخالها بشكل صحيح.
2-اللمس اقل سرعة من اجهزة اللمس الأخرى أي يجب زيادة سرعته.
3-سعة ذاكرة الخزن قليلة لاتستوعب الكثير من البرامج والالعاب يجب زيادتها.
4-سماعات الاذن لاتوجد فيها سوى زر واحد ولايوجد زر لزيادة أو خفض الصوت كذلك لايوجد زر للرجوع إلى النغمة السابقة.
5-عدسة الكامرة وضوحيتها قليلة جدا يجب زيادتها أكثر من 2 ميكا بكسل.